# Alberto Accarisio
Alberto Accarisio (Cento, 1497 – 1544) è stato un filologo italiano.

## Biografia
Alberto Accarisio - o Accarisi o Accarigi - era laureato in legge e pubblicò a Bologna nel 1536 una Grammatica volgare, esemplata sulla grande tradizione toscana, ma avendo riguardo al magistero di Pietro Bembo, e perciò senza indulgere ad artificiosità letterarie. La Grammatica fu più volte ristampata e fu tradotta anche in francese, a Lovanio, nel 1555.  
L'opera maggiore dell'Accarisio è tuttavia il Vocabolario, Grammatica et Orthographia de la lingua volgare, con ispositioni di molti luoghi di Dante, del Petrarca et del Boccaccio, pubblicata a Cento nel 1543 e ristampata a Venezia nel 1550. Nell'edizione de Le osservazioni della lingua volgare di diversi huomini illustri, cioè del Bembo, del Gabriello, del Fortunio, dell'Acarisio, et di altri scrittori, pubblicata dal Sansovino a Venezia nel 1562, sono riportate la Grammatica e l'Orthographia, già pubblicate nel Vocabolario.  
Il suo è, in ordine di tempo, il terzo Vocabolario della lingua italiana, seguendo di pochi anni la Raccolta di voci del Decamerone di Lucilio Minerbi, apparso nel 1535, e il Vocabolario di cinquemila vocabuli Toschi di Fabricio Luna, pubblicato nel 1536. Come recita lo stesso titolo, l'opera dell'Accarisio intende affrontare insieme le questioni grammaticali e lessicali, adempiendo così a una funzione tanto didattica che divulgativa.
Una copia del Vocabolario dell'Accarisio è conservata presso la Biblioteca Civica di Cento. Anton Francesco Doni, ne La seconda Libraria (1580), afferma che l'Accarisio avrebbe scritto anche L'anima della lingua italiana - sulle origini di vari vocaboli - e la Discordia degli autori volgari, dove l'Accarisio avrebbe trattato delle diverse ortografie adottate dagli scrittori italiani. Il Baruffaldi, nella sua Tabaccheide (1714) sostiene che l'Accarisio avrebbe composto una commedia, La cuffia.